# Strmenica
Strmenica (en serbe cyrillique : Стрменица) est un village de Serbie située dans la municipalité d'Aleksandrovac, district de Rasina. Au recensement de 2011, il comptait 122 habitants.

## Démographie
| 1948 | 1953 | 1961 | 1971 | 1981 | 1991 | 2002 | 2011 |
| ---- | ---- | ---- | ---- | ---- | ---- | ---- | ---- |
| 491  | 799  | 584  | 473  | 360  | 270  | 194  | 122  |

|  |